# Фара-Фильорум-Петри
Фара-Фильорум-Петри (итал. Fara Filiorum Petri) — коммуна в Италии, расположена в регионе Абруццо, подчиняется административному центру Кьети.
Население составляет 1952 человека, плотность населения составляет 139 чел./км². Занимает площадь 18,4 км². Почтовый индекс — 66010. Телефонный код — 0871.
Покровителем населённого пункта считается Святой Антоний. Праздник ежегодно празднуется 17 января.